# NGC 6335
NGC 6335 في الفهرس العام الجديد، هي عنقود نجمي، تقع في كوكبة العقرب. اكتشفت في 27 يونيو 1837 بواسطة جون هيرشل.

## روابط خارجية
- NGC 6335 على موقع ويكي سكاي: DSS2, SDSS, GALEX, IRAS, Hydrogen α, X-Ray, Astrophoto, Sky Map, Articles and images